# Крутиков, Александр Васильевич
Крутиков, Александр Васильевич (род. 28 января 1960, г.п. Ветрино, Полоцкий район, Витебская область) — белорусский баскетбольный тренер. Главный тренер мужской национальной сборной Белоруссии по баскетболу (2015—2019).

## Биография
В 1981 году Александр Крутиков окончил БГУФК с красным дипломом тренера. В 1986 году успешно прошёл аспирантуру в университете. В том же году начал работу в баскетбольном клубе РТИ, став тренером по научно-методической работе. С 1991 года перешёл на должность ассистента тренера. В 1993 году защитил кандидатскую диссертацию по баскетболу и получил учёную степень кандидата педагогических наук.
После БГУИРа[уточнить] уехал в Польшу, где и провёл почти всю тренерскую карьеру. За 20 лет побывал у руля 6 польских команд, тренируя в Высшей и Второй лигах и показывая достойные результаты со своими коллективами.
Дважды был назначен тренером «звёздных» коллективов на Polish All-Star Game — в 2006 и 2011 годах.
Стал тренером национальной команды Белоруссии в декабре 2015 года. До квалификации на Евробаскет-2016 провёл несколько тренинг-кэмпов, где отсмотрел всех перспективных молодых баскетболистов из команд чемпионата Белоруссии, а затем едва не вывел сборную на континентальное первенство. Белорусы разгромили в гостях Польшу (76:57), но в последнем матче уступили на выезде Португалии (62:77).

## Карьера
- 1986—1991 РТИ-Минск — тренер по научно-методической работе.
- 1991—1993 РТИ-Минск — ассистент тренера.
- 1993—1995 Instal (Белосток, 2-я Лига, Польша) — главный тренер.
- 1996—2000 Astoria (Быдгощь, Высшая Лига, 2-я Лига, Польша) — главный тренер.
- 2001—2002 Czarni Slupsk (Слупск, Высшая Лига, Польша) — главный тренер.
- 2002—2004 Astoria (Быдгощь, Высшая Лига, 2-я Лига, Польша) — главный тренер.
- 2004—2006 Polpak Swiecie (Высшая Лига, 2-я Лига, Польша) — главный тренер, назначен тренером Polish West All-Star на Матче Всех Звезд.
- 2007—2008 Eisbaren Bremerhaven (Bundesliga, Германия) — ассистент тренера.
- 2008—2009 Sportino Inowroclaw (Высшая Лига, Польша) — главный тренер.
- 2010—2011 Sportino Inowroclaw (Высшая Лига, Польша) — главный тренер, назначен тренером Polish West All-Star на Матче Всех Звезд.
- 2012—2013 Энергия Иваново (Высшая Лига, Женщины, Россия) — главный тренер.
- 2014—2015 Spojnia Stargrad-Szczetinski (Высшая Лига, Польша) — главный тренер.
- 2015—2019[2] мужская сборная Белоруссии — главный тренер.
- 2017—2019 Цмоки-Минск — главный тренер[3].